# Koji Suzuki
Koji Suzuki (鈴木 孝司 Suzuki Koji?), född 25 juli 1989 i Kanagawa prefektur, är en japansk fotbollsspelare.
Suzuki började sin karriär 2012 i FC Machida Zelvia. Han spelade 181 ligamatcher för klubben. 2019 flyttade han till FC Ryukyu.